# Cordia varronifolia
Cordia varronifolia är en strävbladig växtart som beskrevs av Ivan Murray Johnston. Cordia varronifolia ingår i släktet Cordia, och familjen strävbladiga växter. Inga underarter finns listade i Catalogue of Life.